# جيوفري فوستر
جيوفري فوستر (16 أكتوبر 1884 في المملكة المتحدة - 11 أغسطس 1971) (بالإنجليزية: Geoffrey Foster)‏ هو لاعب كريكت بريطاني (وحمل سابقاً جنسية المملكة المتحدة لبريطانيا العظمى وأيرلندا). شارك مع منتخب إنجلترا للكريكت.

## وصلات خارجية
- جيوفري فوستر على موقع إي آس بي آن كريك إنفو (الإنجليزية)